# Repetophragma biseptatum
Repetophragma biseptatum är en svampart som först beskrevs av M.B. Ellis, och fick sitt nu gällande namn av Chirayathumadom Venkatachalier Subramanian 1992. Repetophragma biseptatum ingår i släktet Repetophragma, klassen Dothideomycetes, divisionen sporsäcksvampar och riket svampar.   Inga underarter finns listade i Catalogue of Life.